# 21927 Sarahpierz
21927 Sarahpierz este un asteroid din centura principală de asteroizi.

## Descriere
21927 Sarahpierz este un asteroid din centura principală de asteroizi. A fost descoperit pe 4 noiembrie 1999 la Socorro, New Mexico, în cadrul proiectului LINEAR. Asteroidul prezintă o orbită caracterizată de o semiaxă mare de 3,07 ua, o excentricitate de 0,09 și o înclinație de 1,9° în raport cu ecliptica.